# Pierangelo Manzaroli
Pierangelo Manzaroli (sinh ngày 25 tháng 3 năm 1969) là một cựu cầu thủ bóng đá người San Marino, hiện đang là một huấn luyện viên.

## Sự nghiệp thi đấu
Manzaroli từng thi đấu ở vị trí tiền vệ cho Đội tuyển bóng đá quốc gia San Marino.

## Sự nghiệp huấn luyện viên
Từng dẫn dắt đội U-21 San Marino có được chiến thắng đầu tiên với tỷ số 1-0 trên sân nhà trước Wales, ông chuyển sang dẫn dắt Đội tuyển bóng đá quốc gia San Marino, thay cho người tiền nhiệm Giampaolo Mazza. Trận đấu đầu tiên của đội bóng dưới thời huấn luyện viên Manzaroli là một trận giao hữu gặp Albania. Kết thúc trận, San Marino thua 0–3.
Ngày 15 tháng 11 năm 2014, ông đã giúp cho đội bóng chấm dứt chuỗi 61 trận thua liên tiếp bằng trận hòa 0–0 trên sân nhà trước Estonia tại Vòng loại giải vô địch bóng đá châu Âu 2016.

## Thống kê sự nghiệp huấn luyện viên
| Đội bóng   | Quốc gia   | Bắt đầu            | Kết thúc            | Thành tích | Thành tích | Thành tích | Thành tích | Thành tích |
| Đội bóng   | Quốc gia   | Bắt đầu            | Kết thúc            | TT         | W          | D          | L          | Thắng %    |
| ---------- | ---------- | ------------------ | ------------------- | ---------- | ---------- | ---------- | ---------- | ---------- |
| San Marino | San Marino | 8 tháng 6 năm 2014 | 8 tháng 10 năm 2017 | 25         | 0          | 1          | 24         | 000,00     |